# Balthasar Bekker
Balthasar Bekker (Dongeradeel, 20 marzo 1634 – Amsterdam, 11 giugno 1698) è stato un presbitero, filosofo e teologo olandese.
Opponendosi alla superstizione, fu una delle figure chiave per la fine della caccia alle streghe. La sua opera più nota è De Betoverde Weereld (del 1691), tradotta in inglese nel 1695 col titolo The World Bewitched (Il mondo stregato).

## Biografia
Nativo di Metslawier, era figlio di un pastore tedesco di Bielefeld. Fu educato a Groninga sotto la supervisione di Jakob Alting e poi a Franeker. Divenuto rettore della locale scuola latina, nel 1657 fu nominato parroco a Oosterlittens (nel comune di Littenseradiel) in rispondenza alle sue aspettative e qui fu uno dei primi a iniziare un’attività di predicatore la domenica pomeriggio.
Dal 1679 lavorò ad Amsterdam, dopo essere stato cacciato dalla Frisia. Nel 1683 viaggiò in Inghilterra e in Francia. In soli due mesi Bekker visitò Londra, Cambridge, Oxford, Parigi e Lovanio, mostrando un grande interesse per l'arte della fortificazione.
Nel luglio 1698 fu eletto fellow della Royal Society di Londra. Morì ad Amsterdam.

## Attività

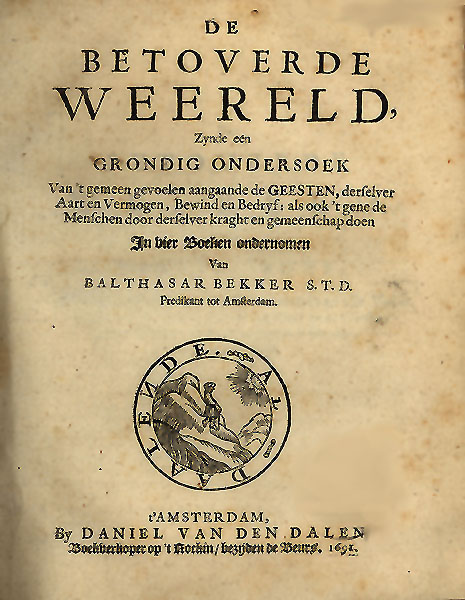
Copertina de De betoverde weereld.

Entusiasta discepolo di Descartes, scrisse diverse opere di filosofia e teologia, che per la loro libertà di pensiero suscitarono notevoli ostilità. Nel suo libro De Philosophia Cartesiana Bekker sosteneva che teologia e filosofia operavano in territori separati e che la verità del mondo naturale non possa essere spiegata attraverso la verità biblica più di quanto non si possa dedurre la verità teologica dalla natura.
La sua applicazione della metafisica cartesiana e la contestazione dell’interpretazione letterale della Bibbia lo misero in contrasto con la Chiesa riformata olandese.
La sua opera più nota fu De Betoverde Weereld (del 1691) o The World Bewitched (del 1695) nella quale esaminò criticamente i fenomeni generalmente attribuiti all'azione spirituale, attaccando la credenza nella stregoneria e nella possessione diabolica. Egli giunse a mettere in dubbio la stessa esistenza del Diavolo. Applicò la dottrina teologica dell’accomodazione ai passaggi biblici tradizionalmente citati sulla questione: secondo tale dottrina. Dio, inconoscibile e irraggiungibile in sé e per sé, ha scelto di comunicare con gli uomini in un linguaggio ad essi comprensibile e al quale essi potessero rispondere. Bekker sostenne che la stregoneria fosse poco più di una fatua quanto innocua superstizione. Il libro ebbe un effetto sensazionale e fu una delle opere chiave del primo Illuminismo in Europa. Fu quasi certamente il più controverso.
La pubblicazione del libro comportò la sospensione di Bekker dal ministero sacerdotale. I teologi ortodossi olandesi lo collocarono tra gli “atei” come Thomas Hobbes (che nondimeno fu autore del Leviatano), Adriaan Koerbagh, Lodewijk Meyer e Baruch Spinoza (che pure nel Deus sive Natura proclamava un monismo panteistico). Eric Walten lo difese strenuamente contro i suoi detrattori. Bekker fu processato per blasfemia, diffamazione pubblica della Chiesa e diffusione di idee atee sulla Scrittura. Alcune città bandirono il libro, ma Amsterdam e gli Stati d'Olanda non lo fecero mai, continuando a retribuirlo, senza privarlo formalmente del suo incarico.
The World Bewitched è ora considerato come uno dei primi studi di religione comparata.

## Opere
- De philosophia Cartesiana admonitio candida & sincera. Bekker, Balth. / Vesaliae / 1668
- The world bewitch'd; or, An examination of the common opinions concerning spirits: their nature, power, administration, and operations. As also, the effects men are able to produce by their communication. Diviso in IV parti; Bekker, tradotto da una copia francese, approvato e sottoscritto dalla mano autografa dell'autore, stampato per R. Baldwin in Warwick-lane nel 1695